# Championnats du monde de triathlon 1990
Les Championnats du monde de triathlon 1990 présentent les résultats des championnats mondiaux de Triathlon en 1990 organisés par la fédération internationale de triathlon.
Ces 2e championnats se sont déroulés à Orlando en Floride aux États-Unis le 15 septembre 1990.

## Résultats

### Élite

#### Hommes
| Rang   | Athlète              | Nationalité      | Natation    | Vélo        | Course à pied | Temps           |
| ------ | -------------------- | ---------------- | ----------- | ----------- | ------------- | --------------- |
| Or     | Greg Welch           | Australie        | 20 min 21 s | 56 min 19 s | 32 min 39 s   | 1 h 51 min 36 s |
| Argent | Brad Beven           | Australie        | 18 min 56 s | 57 min 36 s | 33 min 54 s   | 1 h 52 min 40 s |
| Bronze | Stephen Foster       | Australie        | 20 min 18 s | 56 min 17 s | 33 min 43 s   | 1 h 52 min 46 s |
| 4      | Luc Van Lierde       | Belgique         | 20 min 26 s | 56 min 17 s | 33 min 57 s   | 1 h 53 min 01 s |
| 5      | Rob Barel            | Pays-Bas         | 20 min 25 s | 56 min 19 s | 34 min 15 s   | 1 h 53 min 11 s |
| 6      | Rob Mackle           | États-Unis       | 18 min 53 s | 55 min 34 s | 36 min 55 s   | 1 h 53 min 37 s |
| 7      | Simon Lessing        | Royaume-Uni      | 19 min 28 s | 56 min 55 s | 34 min 36 s   | 1 h 53 min 49 s |
| 8      | Danilo Palmucci      | Italie           | 20 min 57 s | 55 min 48 s | 34 min 43 s   | 1 h 53 min 52 s |
| 9      | Nick Taylor          | Canada           | 20 min 57 s | 55 min 57 s | 34 min 52 s   | 1 h 53 min 56 s |
| 10     | Rick Wells           | Nouvelle-Zélande | 18 min 52 s | 57 min 54 s | 35 min 20 s   | 1 h 54 min 20 s |
| 11     | Carlos Santamaria    | Espagne          | 21 min 04 s | 56 min 55 s | 33 min 42 s   | 1 h 54 min 34 s |
| 12     | Philippe Méthion     | France           | 21 min 04 s | 55 min 09 s | 36 min 08 s   | 1 h 54 min 43 s |
| 13     | Patrick Girard       | France           | 22 min 28 s | 55 min 51 s | 34 min 08 s   | 1 h 54 min 57 s |
| 14     | Vincent Jay          | France           | 20 min 16 s | 56 min 19 s | 36 min 07 s   | 1 h 55 min 12 s |
| 15     | Eduardo Burguete     | Espagne          | 20 min 07 s | 58 min 13 s | 34 min 20 s   | 1 h 55 min 16 s |
| 16     | Andreas Claus        | Allemagne        | 20 min 29 s | 55 min 59 s | 36 min 13 s   | 1 h 55 min 35 s |
| 17     | Pim van den Bos      | Pays-Bas         | 22 min 44 s | 55 min 44 s | 34 min 54 s   | 1 h 55 min 35 s |
| 18     | Jos Everts           | Pays-Bas         | 21 min 06 s | 57 min 20 s | 34 min 56 s   | 1 h 55 min 48 s |
| 19     | Karel Blondeel       | Belgique         | 20 min 59 s | 56 min 30 s | 37 min 23 s   | 1 h 56 min 31 s |
| 20     | Erwin de Bruijn      | Pays-Bas         | 20 min 06 s | 56 min 31 s | 37 min 30 s   | 1 h 56 min 45 s |
| 21     | Marizio de Benedetti | Italie           | 20 min 33 s | 56 min 00 s | 38 min 00 s   | 1 h 57 min 13 s |

#### Femmes
| Rang   | Athlète                    | Nationalité      | Natation    | Vélo            | Course à pied | Temps           |
| ------ | -------------------------- | ---------------- | ----------- | --------------- | ------------- | --------------- |
| Or     | Karen Smyers               | États-Unis       | 22 min 03 s | 1 h 02 min 27 s | 36 min 37 s   | 2 h 03 min 32 s |
| Argent | Carol Montgomery           | Canada           | 22 min 01 s | 1 h 02 min 32 s | 36 min 36 s   | 2 h 03 min 46 s |
| Bronze | Joy Hansen                 | Australie        | 21 min 55 s | 1 h 02 min 46 s | 36 min 42 s   | 2 h 03 min 49 s |
| 4      | Erin Baker                 | Nouvelle-Zélande | 21 min 58 s | 1 h 01 min 33 s | 38 min 37 s   | 2 h 04 min 30 s |
| 5      | Colleen Cannon             | États-Unis       | 21 min 59 s | 1 h 02 min 34 s | 39 min 04 s   | 2 h 05 min 59 s |
| 6      | Laurie Samuelson           | États-Unis       | 21 min 50 s | 1 h 02 min 46 s | 39 min 17 s   | 2 h 06 min 26 s |
| 7      | Katie Webb                 | États-Unis       | 22 min 05 s | 1 h 02 min 36 s | 40 min 33 s   | 2 h 07 min 48 s |
| 8      | Terri Smith-Ross           | Canada           | 23 min 04 s | 1 h 03 min 27 s | 39 min 09 s   | 2 h 08 min 15 s |
| 9      | Elizabeth Hepple           | Australie        | 22 min 48 s | 1 h 03 min 45 s | 39 min 40 s   | 2 h 08 min 45 s |
| 10     | Kendall Morrison           | Canada           | 24 min 49 s | 1 h 02 min 28 s | 39 min 37 s   | 2 h 09 min 13 s |
| 11     | Thea Sybesma               | Pays-Bas         | 22 min 15 s | 1 h 04 min 12 s | 40 min 16 s   | 2 h 09 min 19 s |
| 12     | Simone Mortier             | Allemagne        | 23 min 07 s | 1 h 03 min 21 s | 41 min 35 s   | 2 h 10 min 33 s |
| 13     | Sylvie Muguet              | France           | 22 min 02 s | 1 h 04 min 33 s | 41 min 58 s   | 2 h 11 min 11 s |
| 14     | Mandy Dean                 | Royaume-Uni      | 21 min 36 s | 1 h 04 min 48 s | 42 min 13 s   | 2 h 11 min 29 s |
| 15     | Sonja Krolik               | Allemagne        | 24 min 01 s | 1 h 05 min 04 s | 40 min 03 s   | 2 h 11 min 31 s |
| 16     | Ute Schäfer                | Allemagne        | 24 min 43 s | 1 h 04 min 02 s | 41 min 33 s   | 2 h 12 min 45 s |
| 17     | Isabelle Mouthon-Michellys | France           | 22 min 46 s | 1 h 03 min 41 s | 43 min 47 s   | 2 h 12 min 53 s |
| 18     | Jeannine de Ruysscher      | Belgique         | 22 min 37 s | 1 h 03 min 40 s | 43 min 27 s   | 2 h 09 min 17 s |

## Tableau des médailles
| Rang  | Nation     | Or | Argent | Bronze | Total |
| ----- | ---------- | -- | ------ | ------ | ----- |
| 1     | Australie  | 1  | 1      | 2      | 4     |
| 2     | États-Unis | 1  | 0      | 0      | 1     |
| 3     | Canada     | 0  | 1      | 0      | 1     |
| Total | Total      | 2  | 2      | 2      | 6     |